# Казарма 369 км
Казарма 369 км — деревня в Смоленском районе Смоленской области России. Входит в состав Пригорского сельского поселения. Население — 3 жителя (2010 год).

## География
Расположена в западной части области в 11 км к юго-востоку от Смоленска.

## История
В годы Великой Отечественной войны деревня была оккупирована гитлеровскими войсками в июле 1941 года, освобождена в сентябре 1943 года.

## Инфраструктура
Путевое хозяйство железнодорожной линии Смоленск — Рославль.

## Транспорт
Автомобильный и железнодорожный транспорт. У деревни проходит участок автодороги «Брянск — Смоленск до границы Республики
Беларусь (через Рудню, на Витебск)» (идентификационный номер 66 ОП МЗ 66Н-1822)
В 2,5 км севернее деревни расположена железнодорожная станция Тычинино . В 6 км восточнее автодороги А141 Орёл — Витебск.